# Acer pycnanthum
Acer pycnanthum là một loài thực vật có hoa trong họ Bồ hòn. Loài này được K.Koch mô tả khoa học đầu tiên năm 1864.

## Hình ảnh

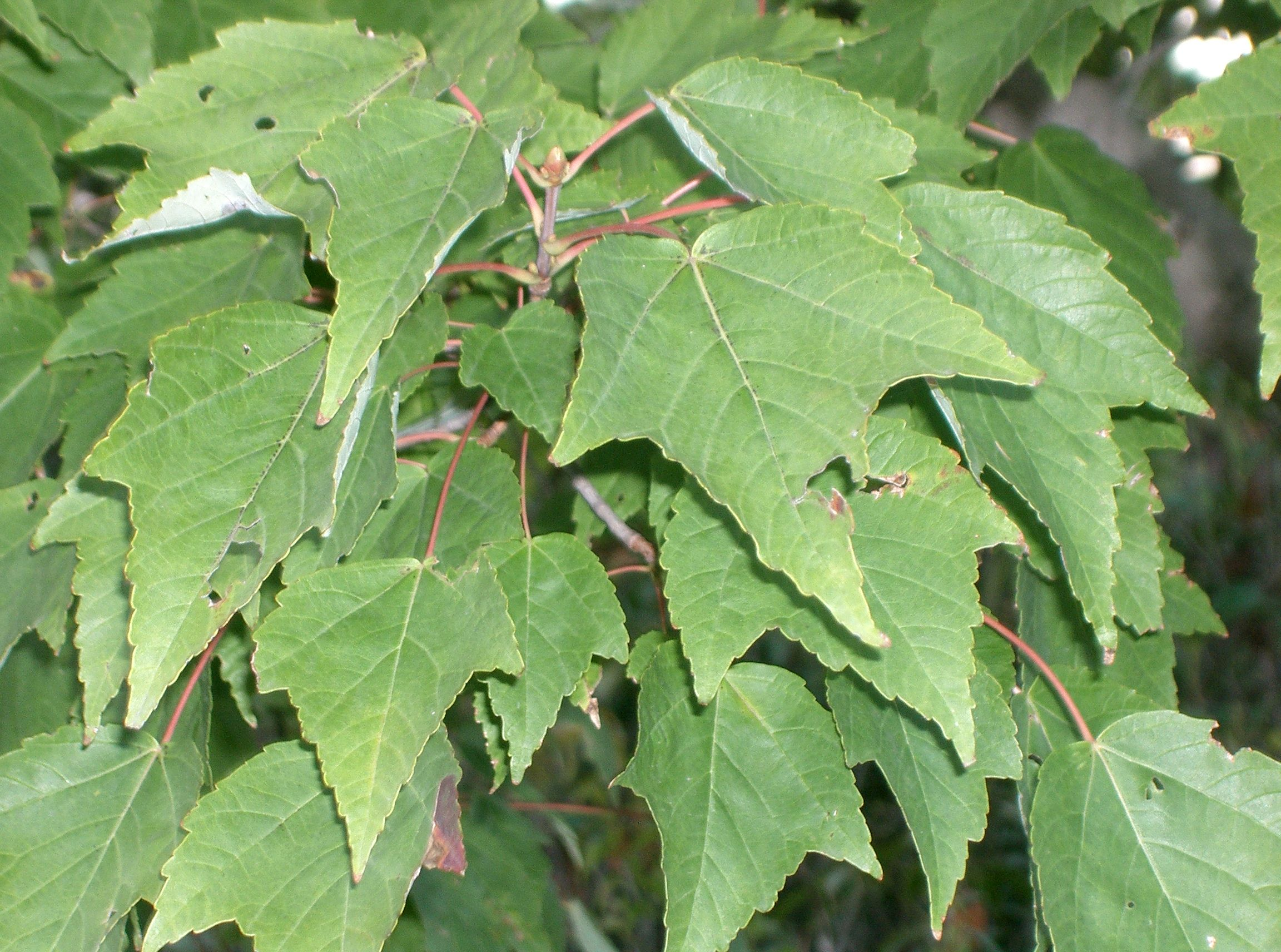
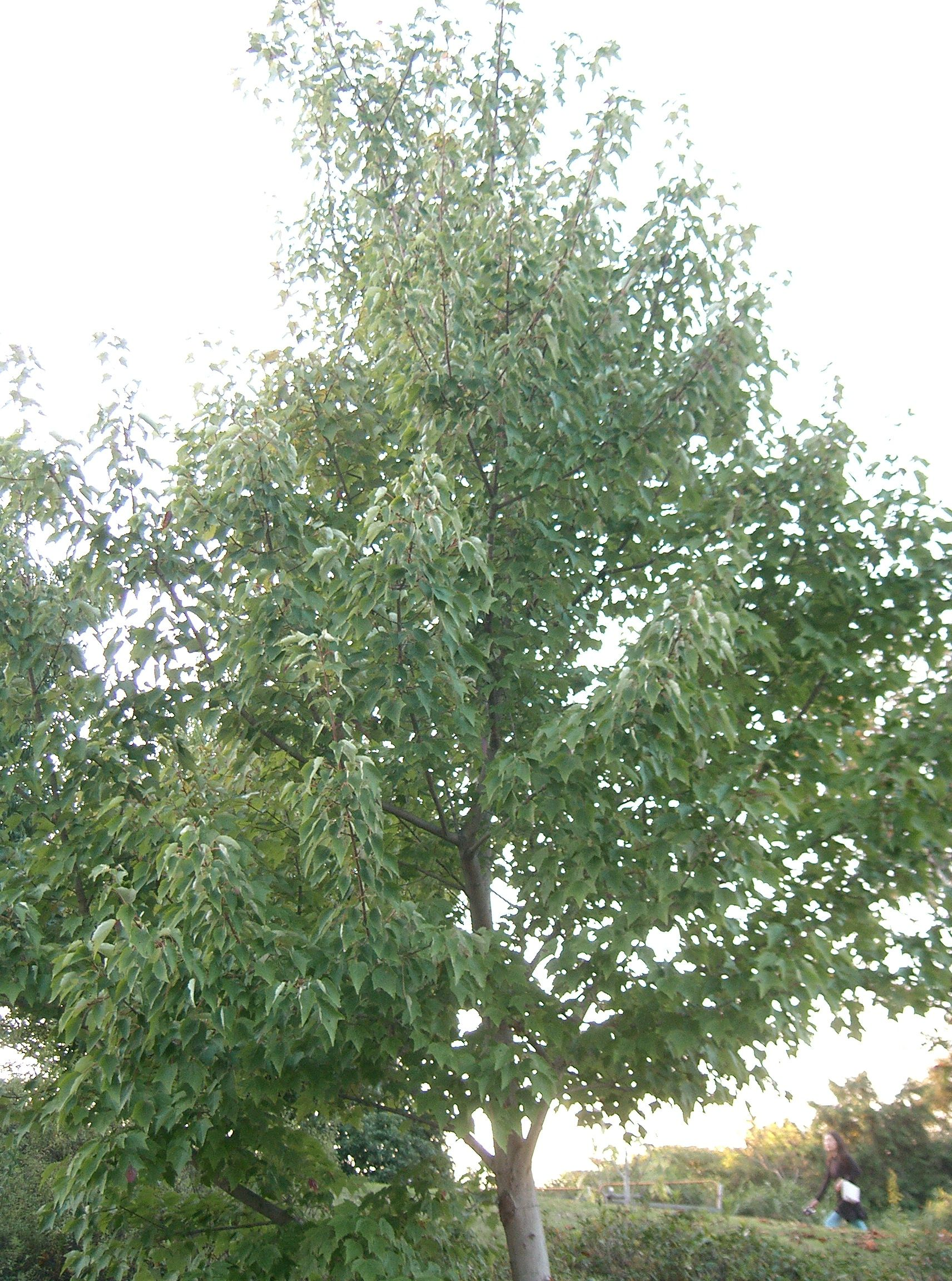
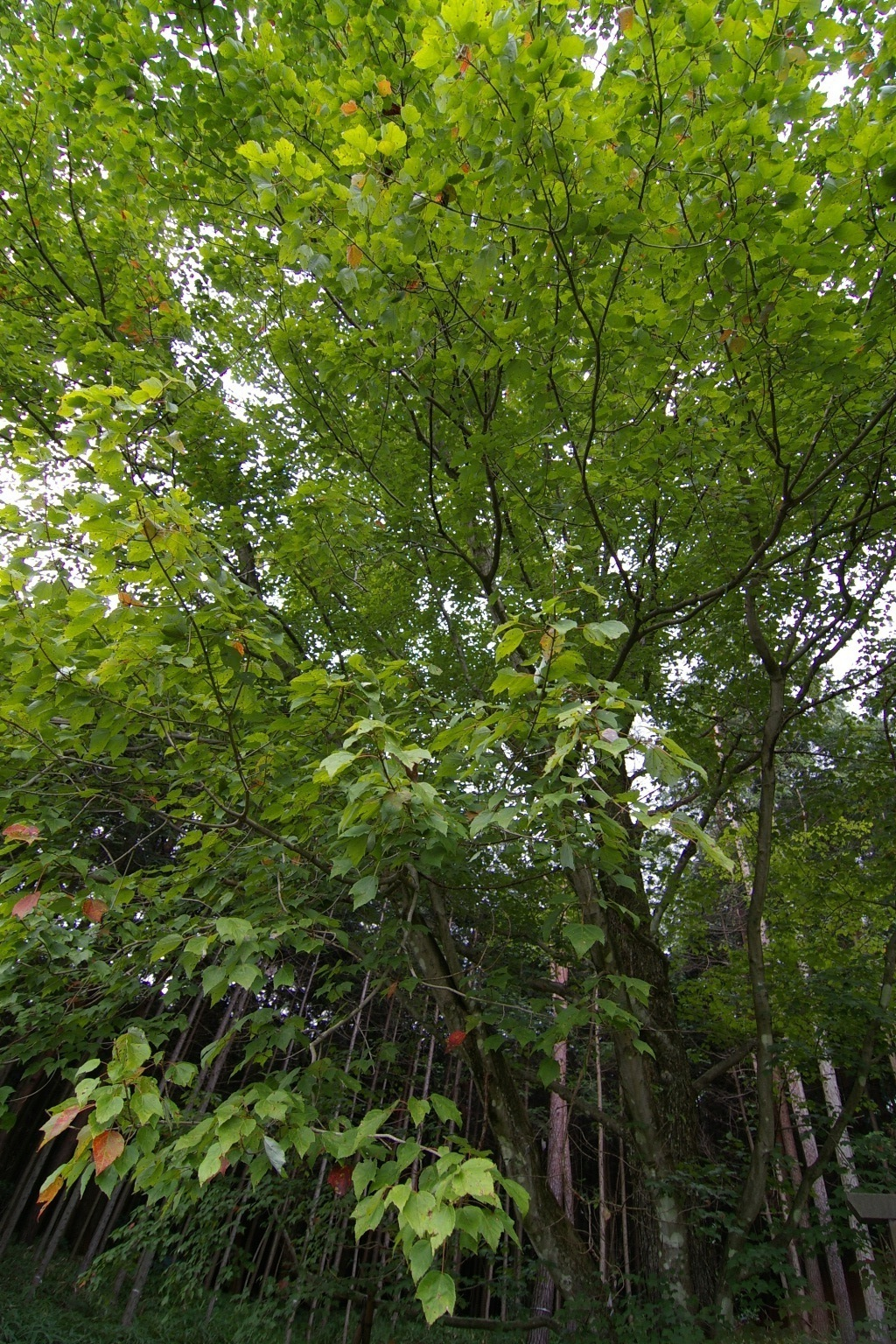
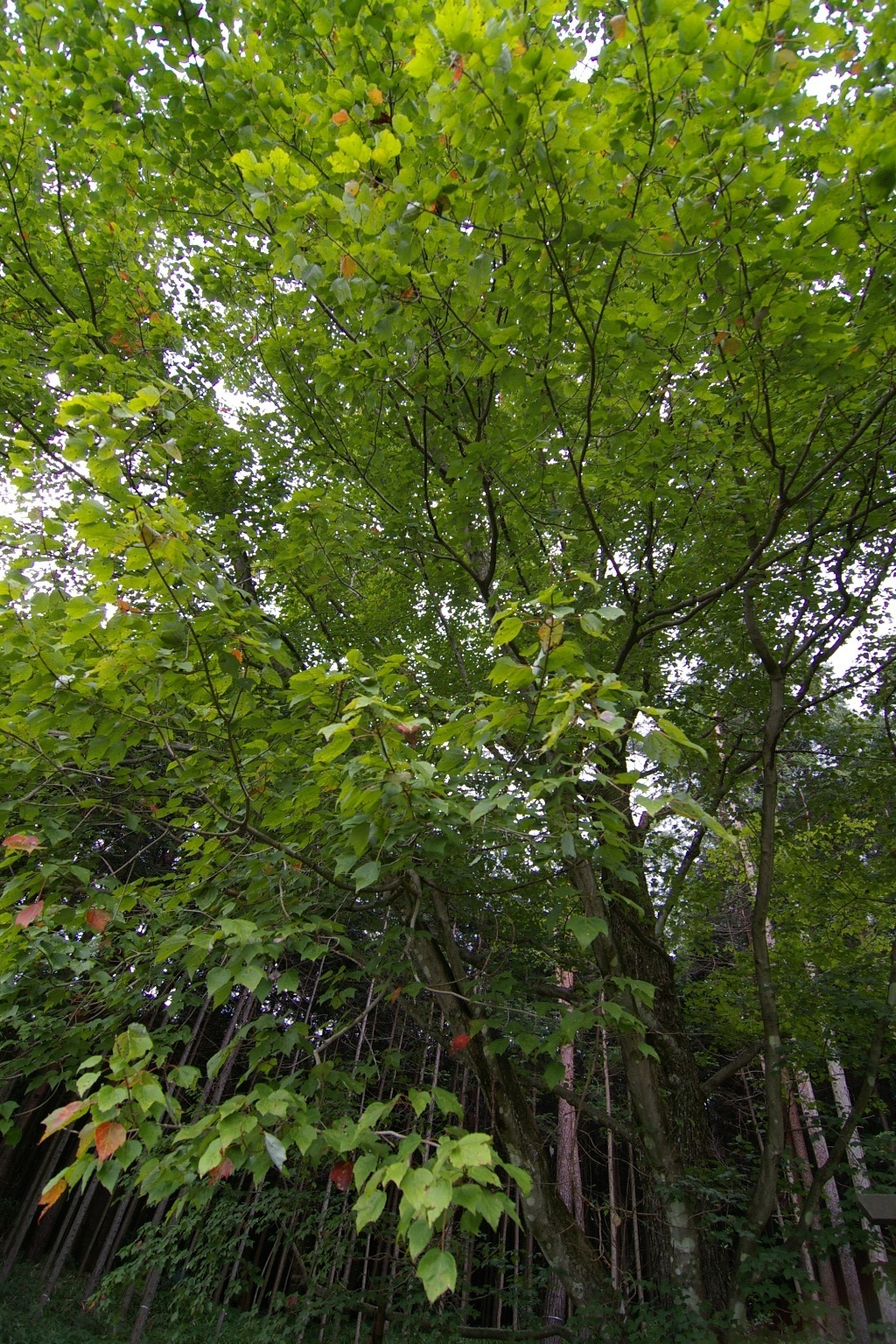